# Ardisia pallidiflora
Ardisia pallidiflora är en viveväxtart som beskrevs av Ridley. Ardisia pallidiflora ingår i släktet Ardisia och familjen viveväxter. Inga underarter finns listade i Catalogue of Life.